# Rostkreischeule
Die Rostkreischeule (Megascops ingens, Synonym: Otus ingens), auch   Salvinkreischeule, Salvin-Kreischeule oder Salvineule genannt, ist eine Art aus der Familie der Eigentlichen Eulen. Sie kommt in zwei Unterarten ausschließlich in Südamerika vor.

## Erscheinungsbild
Mit einer Körpergröße von etwa 25 bis 28 Zentimetern ist die Rostkreischeule innerhalb ihrer Gattung eine große Art. Die Federohren sind verhältnismäßig klein und gelbbraun. Die Körperoberseite ist rötlich braun bis dunkelbraun mit einer dunkleren Sprenkelung. Der Gesichtsschleier ist ockerfarben bis blass braun. Eine auffällige, dunkle Begrenzung des Gesichtsschleiers, wie man sie bei anderen Eulenarten häufig findet, fehlt bei der Rostkreischeule. Die Läufe sind bis zu den Zehen befiedert.
Verwechslungsmöglichkeiten bestehen unter anderem mit der Kolumbien-Kreischeule, die der Salvin-Eule in der Größe gleicht. Bei dieser Kreischeule ist jedoch der untere Teil der Läufe nicht befiedert. Außerdem sind deren Augen dunkelbraun. Die Zimtkreischeule gleicht der Rostkreischeule im Erscheinungsbild, ist aber um 15 Prozent kleiner. Die Nebelwald-Kreischeule ist auf der Körperunterseite auffälliger gezeichnet und der Weißkehl-Kreischeule fehlen Federohren.

## Verbreitung und Lebensraum
Die Verbreitungsgebiete der Rostkreischeule sind die Osthänge der Anden von Venezuela bis Ecuador, Peru und dem Norden von Bolivien. Die Rostkreischeule ist ein Standvogel. Sie besiedelt feuchte Wälder mit großem Epiphytenreichtum. Die Höhenverbreitung reicht von 1.200 Meter bis 2.500 Meter über NN.

## Lebensweise
Die Rostkreischeule ist ausschließlich nachtaktiv. Sie übertagt zwischen Epiphyten auf dicken Ästen und sitzt häufig in Nähe des Baumstammes. Die Nahrung besteht aus Insekten und Spinnen sowie kleineren Wirbeltieren. Sie brütet vermutlich in Baumhöhlen. Ihre Fortpflanzungsbiologie ist ansonsten weitgehend unerforscht.

## Systematik
Ihr Verwandtschaftsverhältnis zu den anderen Kreischeulen-Arten ist weitgehend unerforscht. Vermutlich ist sie aber mit der Kolumbien-Kreischeule, der Nebelwald-Kreischeule und der Zimtkreischeule eng verwandt.